# Вельскопф-Генрих, Лизелотта
Лизело́тта Вельско́пф-Ге́нрих (нем. Liselotte Welskopf-Henrich, урожд. Элизабет Шарлотта Генрих; 15 сентября 1901, Мюнхен — 16 июня 1979, Гармиш-Партенкирхен) — немецкая писательница и историк, автор многочисленных приключенческих романов о жизни североамериканских индейцев.

## Биография
Л. Вельскопф-Генрих родилась в семье адвоката. В 1907 году её семья переезжает в Штутгарт, а в 1913 году — в Берлин. Высшее образование получила в Берлинском университете, где изучала древнюю историю, философию, экономику и право. В 1925—1928 годах, после окончания обучения, работает в статистическом бюро, а затем — до 1945 года, в Статистическом управлении Рейха. С 1938 года участвовала в Движении сопротивления нацизму, своего будущего мужа, коммуниста Р. Вельскопфа она в 1944—1945 прятала от нацистов. В дальнейшем оказывала помощь заключённым концентрационных лагерей, в связи с чем вызывалась на допросы в гестапо.
По окончании Второй мировой войны Л. Вельскопф-Генрих живёт в Восточном Берлине. В 1946 году она вступает в КПГ. В 1948 году у Рудольфа и Лизелотты рождается сын. В первое послевоенное время Лизелотта работает в хозяйственном управлении фирмы, закупавшей строительные материалы, где заняла один из руководящих постов. В 1949 году она поступает в аспирантуру при Берлинском университете по специальности «древняя история». В 1952—1960 годах Л. Вельскопф-Генрих работает в университете; в 1960 году она становится доцентом, защитив диссертацию по теме «Досуг как проблема в жизни и мышлении эллинов от Гомера до Аристотеля» (Die Muße als Problem im Leben und Denken der Hellenen von Homer bis Aristoteles), в октябре того же года — профессором древней истории. Позднее выходит в свет её более ранняя, написанная с классовых марксистских позиций работа «Производственные отношения Древнего Востока и греко-римской античности» (Die Produktionsverhältnisse im Alten Orient und der griechisch-römischen Antike), написанная ещё в 1957 году. В 1964 году она становится первой женщиной — действительным членом Академии наук ГДР. В 1966 году Л.Вельскопф-Генрих эмеритирует, однако продолжает руководить своей кафедрой до 1968 года.
После ухода из университета Л. Вельскопф-Генрих продолжает активно заниматься научной работой, став одним из руководителей и вдохновителей международного проекта-исследования «Эллинистический полис: кризис-изменения-значение» (Die Hellenistische Polis — Krise — Wandlung — Wirkung), материалы которого были выпущены в 1974 году в 4-х томах. В области изучения древнегреческого общества Л. Вельскопф-Генрих являлась одним из крупнейших специалистов Германии.
В 1963—1974 годах Л. Вельскопф-Генрих совершила несколько поездок по США и Канаде. Будучи страстной почитательницей индейского быта и уклада жизни, учёная удостоилась от индейцев-дакота почётного титула «Lakota-Tashina» (Защитница народа лакота). Скончалась во время поездки в Баварию. Похоронена в Берлине.
Поистине всемирная известность к Л. Вельскопф-Генрих пришла не столько благодаря её работам по древней истории, сколько благодаря её многочисленным, рассчитанным в первую очередь на юных читателей, «индейским» романам. Дебютной книгой, снискавшей популярность читателей и критиков, стал роман «Сыновья Большой Медведицы» (1951), дважды изданный в СССР в украинском переводе (на русском языке не издавался). Именно этот роман был положен в основу сценария одноименного фильма ГДР, снятого в 1966 году на киностудии DEFA с Гойко Митичем в главной роли.
В дальнейшем писательница продолжила разработку индейской тематики и написала трилогию, дав ей то же название — «Сыновья Большой Медведицы». С первым романом трилогия не имела почти ничего общего, кроме имен некоторых героев и сюжетной канвы нескольких второстепенных сюжетный линий. В нее вошли повести «Харка, сын вождя», «Топ и Гарри» и (в русском советском переводе) «Токей Ито». Позже она переработала и эту трилогию, опубликовав под тем же названием расширенный 6-томный сборник (гексалогия). Из-за многочисленных переделок часто возникает путаница — под одним и тем же названием подразумевают сюжетно совершенно разные книги Вельскопф-Генрих. Также в ГДР и странах Восточного блока пользовались популярностью повести Вельскопф-Генрих, вошедшие в пенталогию «Орлиная кровь» (Das Blut des Adlers) о событиях уже XX столетия. В СССР «индейские» романы писательницы неоднократно переиздавались на многих языках народов страны.
Л. Велскопф-Генрих умерла в 1979 году в возрасте 77 лет во время пребывания в Гармиш-Партенкирхене. Похоронена в Берлине на Адлерсхофском кладбище.

## Награды
- 1951 Первая премия ГДР в области детской литературы за роман Сыновья Большой Медведицы (Die Söhne der Großen Bärin)
- 1958 и 1961 Орден Заслуг перед Отечеством
- 1968 премия Фридриха Герштекера
- 1972 Национальная премия ГДР

## Сочинения (художественная литература)
- Die Söhne der Großen Bärin, (Roman, 1951)
- Die Söhne der Großen Bärin, (Trilogie, von 1963 bis zuletzt 1982)
  - Bd. 1 — Harka, der Sohn des Häuptlings
  - Bd. 2 — Top und Harry
  - Bd. 3 — Die Söhne der Großen Bärin (1982 als Der Häuptling)
- Die Söhne der Großen Bärin, (Romanzyklus, ab 1964 auch im Stuttgarter Union Verlag)
  - Bd. 1 — Harka
  - Bd. 2 — Der Weg in die Verbannung
  - Bd. 3 — Die Höhle in den Schwarzen Bergen
  - Bd. 4 — Heimkehr zu den Dakota
  - Bd. 5 — Der junge Häuptling
  - Bd. 6 — Über den Missouri, ISBN 3-8002-5056-X.
- Der Steinknabe, 1952 (свободный пересказ сказки индейцев-дакота)
- Jan und Jutta, Roman, 1953
- Drei Wassertropfen, Kinderbuch, 1953
- Hans und Anna, Kinderbuch, 1954
- Kate in der Prärie, Kinderbuch, 1955
- Zwei Freunde, Romantrilogie, 1955
- Frau Lustigkeit und ihre fünf Schelme, Kinderbuch, 1958
- Das Blut des Adlers, Pentalogie, 1966—1980
  - Nacht über der Prärie, Roman, 1966
  - Licht über weißen Felsen, Roman, 1967
  - Stein mit Hörnern, Roman, 1968
  - Der siebenstufige Berg, Roman, 1972
  - Das helle Gesicht, Roman, 1980
- Wakiya, (сильно сокращённое издание Licht über weißen Felsen) Roman 1967

## Дополнения
- Л. Вельскопф-Генрих. К 110-летию со дня рождения  (недоступная ссылка с 15-03-2014 [4022 дня] — история, копия)
- Л. Вельскопф-Генрих и Древняя история в ГДР
- Л. Вельскопф-Генрих и индейцы (англ.)